# Баттерфилд, Дон
Дон Баттерфилд (англ. Don Butterfield; 1 апреля 1923, Сентрейлия — 27 ноября 2006, Сидар-Гров) ― американский джазовый тубист и композитор.
Родился 1 апреля 1923 года в Сентрейлии (штат Вашингтон ). Проходил службу в армии (1942—1946). Получил музыкальное образование в Джульярдской школе. После окончания учёбы некоторое время выступал в симфонических и духовых оркестрах. С 1950 годов Баттерфилд занимался джазовой музыкой. Записывался с собственным секстетом на Atlantic в 1955 году, затем выступил с группой на джазовом фестивале в Ньюпорте (1958). Писал статьи для журнала «DownBeat» (1962). Играл с оркестром Диззи Гиллеспи на джазовом фестивале в Антибах (1962). Концертировал с Чарльзом Мингусом (1962-63), Дакотой Стейтон , Оливером Нельсоном (1963). Был награждён наградой за жизненные достижения международной ассоциации тубы и эуфониума.